# Kanton Malaucène
Kanton Malaucène is een voormalig kanton van het Franse departement Vaucluse. Kanton Malaucène maakte deel uit van het arrondissement Carpentras en telde 4 430 inwoners in 1999. Het werd opgeheven bij decreet van 25 februari 2014, met uitwerking op 22 maart 2015. Alle gemeenten werden toegevoegd aan het kanton Vaison-la-Romaine.

## Gemeenten
Het kanton Malaucène omvatte de volgende gemeenten:
- Le Barroux : 569 inwoners
- Beaumont-du-Ventoux : 286 inwoners
- Brantes : 65 inwoners
- Entrechaux : 869 inwoners
- Malaucène : 2 538 inwoners (hoofdplaats)
- Saint-Léger-du-Ventoux : 24 inwoners
- Savoillan : 79 inwoners